# Katie Sarife
Katherine Gabriela Sarife conocida como Katie Sarife, (McKinney, Texas, 1 de julio de 1993) es una actriz estadounidense que ha actuado en Annabelle Comes Home, Girl Meets World y Supernatural.

## Biografía
Es hija de Fernando Sarife y Shelly Miller Sarife. Tiene tres hermanos: Emily, Mary y Alex.

## Carrera
Comenzó a tomar clases de actuación para pulir sus habilidades. Desde 2011 ha estado trabajando en varias películas y series televisivas. Hizo su primera aparición como Selena en la película para televisión Teen Spirit del 2011. Después de eso, en 2012, trabajó en tres series como Courtney en Abel’s Field, Girl en Sketchy y Eliza en Zombies and Cheerleaders.
Otros papeles incluyen Supernatural (2014), Cleveland Abduction (2015), Girl Meets World (2016) y Youth & Consequences (2018). En 2019, protagonizó a Daniela Rios en la película de terror sobrenatural Annabelle Comes Home. 

## Vida personal
Ha estado en una relación de mucho tiempo con su novio Tyler Steelman, desde 2013. Tyler también es un actor conocido por su aparición en la comedia de situación del canal de Disney The Suite Life of Zack and Cody.
Es una ávida amante de los animales y las mascotas, tiene un perro llamado Murphy. Además, también difunde el conocimiento de los animales directamente a través de sus cuentas de redes sociales. Ella es vegana.

## Filmografía

### Cine
| Año  | Película               | Rol          |
| ---- | ---------------------- | ------------ |
| 2011 | Teen Spirit            | Selena       |
| 2012 | Abel's Field           | Courtney     |
| 2015 | Secuestro En Cleveland | Gina DeJesus |
| 2016 | Twisted Sisters        | Maria        |
| 2019 | Annabelle Comes Home   | Daniela Rios |
| 2022 | So Cold the River      | Kellyn Cage  |

### Televisión
| Año  | Película                 | Rol          |
| ---- | ------------------------ | ------------ |
| 2012 | Sketchy                  | Girl         |
| 2012 | Zombies and Cheerleaders | Eliza        |
| 2014 | Supernatural             | Marie        |
| 2016 | Girl Meets World         | Marly Evans  |
| 2018 | Youth & Consequences     | Sara Hurley  |
| 2021 | This Is Us               | Esther Ahmed |

### Cortometraje
| Año  | Película                   | Rol  |
| ---- | -------------------------- | ---- |
| 2020 | Spencer Sutherland: Wonder | Girl |